# Замъци във Великобритания

## Замъци в Англия
- Уиндзорски замък
- Дърамски замък
- Кенилуърт (замък)
- Уорик (замък)

## Замъци в Шотландия

### Едзълски замък
- На 5 км северно от Брихин, се намира село Едзъл, в околностите на което е архитектурно-историческия обект на туризъм „Едзълски замък“ (Edzell Castle), с прилежащите към него „Едзълски градини“ (Edzell Gardens).
- Замък Скибо